# 馬科維齊亞山
48°39′35.64″N 22°35′46.5″E / 48.6599000°N 22.596250°E

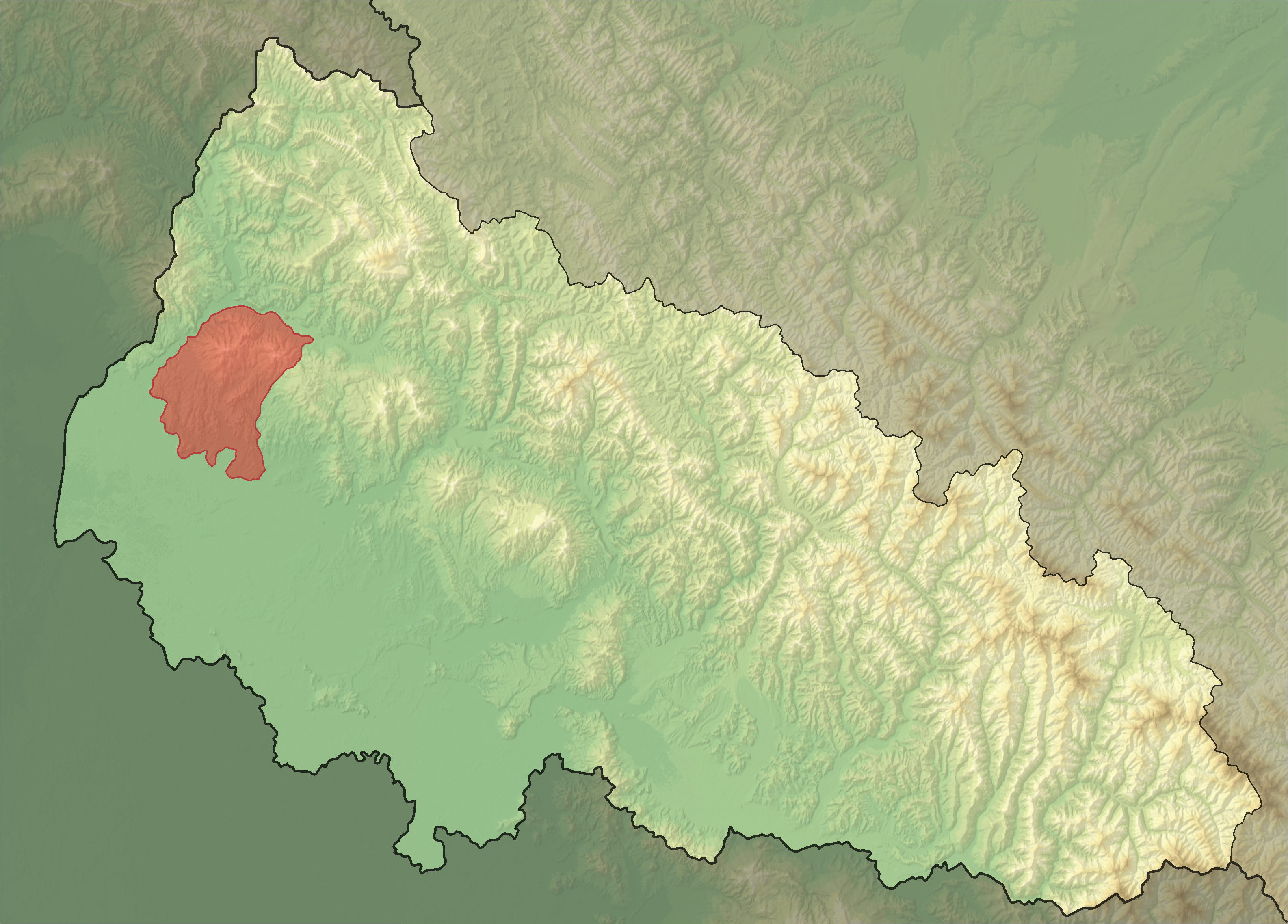

馬科維齊亞山（烏克蘭語：Маковиця）是烏克蘭的山峰，位於該國西部外喀爾巴阡州，屬於烏克蘭喀爾巴阡山脈的一部分，最高點安塔洛韋茨卡波利亞納山海拔高度968米。